# Een kwestie van instelling
Een kwestie van instelling is een hoorspel van Emil Mündlein. Einstellungssache werd in 1977 door de Westdeutscher Rundfunk uitgezonden. C. Denoyer vertaalde het en de VARA zond het uit op woensdag 5 april 1978. De regisseur was Ad Löbler. Het hoorspel duurde 55 minuten.

## Rolbezetting
- Hans Karsenbarg (Heinrich Leible)
- Jan Borkus (Plauk)
- Jan Wegter (Werner Zinn)
- Gerrie Mantel (Mary)
- Joke Reitsma-Hagelen (Lotte)
- Frans Somers (Ludwig)
- Joop van der Donk (de elektricien)
- Willy Ruys (de directeur)
- Donald de Marcas, Cees van Ooyen & Olaf Wijnants (verdere medewerkenden)

## Inhoud
Heinrich Leible, 25, geschoolde binnenschipper, is het zwerversleven beu en zou iets degelijks willen leren. In een grote boekbinderij wordt hij geschoold en aan de vouwmachine geplaatst. Die machine is gecompliceerd; het moeilijkste is de juiste instelling op de wisselende papiertypes, formaten en snelheden. Maar niet alleen de machine moet functioneren, ook Leible zelf moet juist "ingesteld" zijn. Daarbij heeft zijn meester zo zijn eigen ideeën…